# Центр художественного и технического творчества «Печерск»

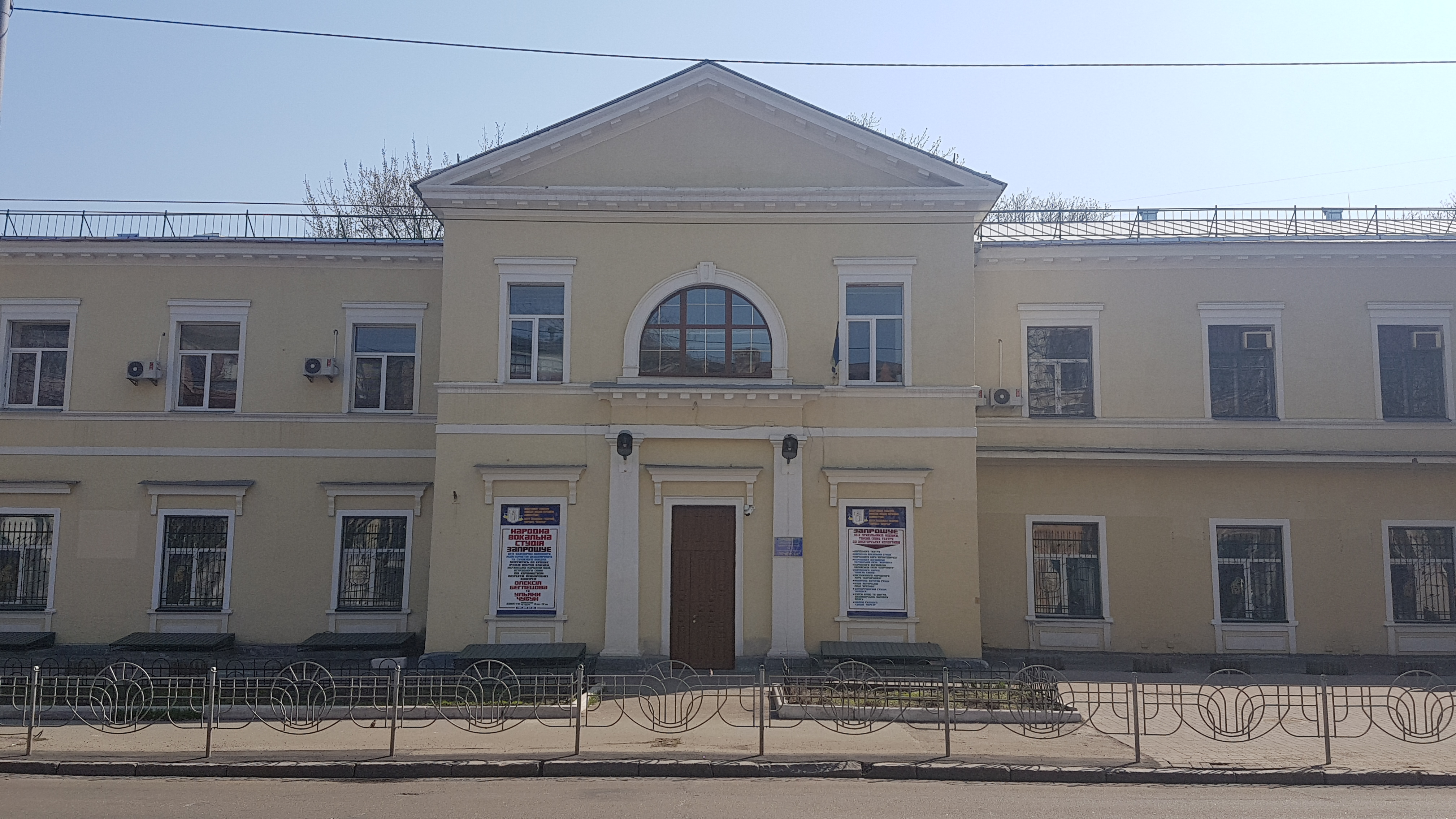
ЦХТТ «Печерск»

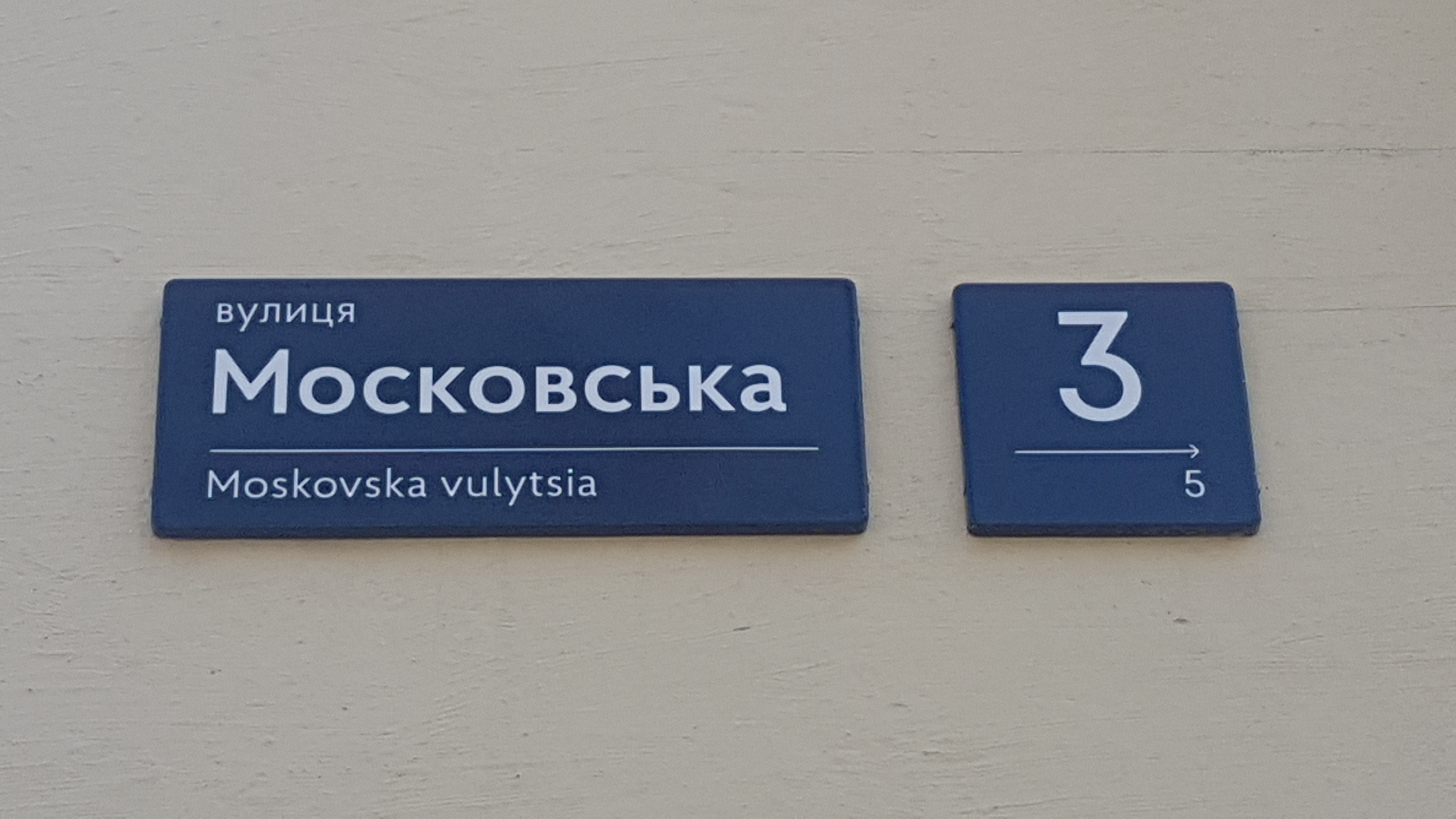
Аншлаг на здании ЦХТТ «Печерск»

Центр художественного и технического творчества «Печерск» (укр. Центр художньої та технічної творчості «Печерськ»; ЦХТТ «Печерск», ранее — Дворец культуры завода «Арсенал») — киевское комунальное заведение для творческого и культурного развития населения. Является одним из старейших культурно-образовательных заведений Украины.
Дворец культуры завода «Арсенал» ведёт свою историю с конца 19 столетия, когда на заводе «Арсенал» стали появляться первые творческие и образовательные объединения (кружки и секции) для работников завода и членов их семей. В 2000 году передан в коммунальную собственность.
Центр расположен в Киеве в историческом районе Печерск, от названия которого и ведёт свою этимологию.
Будучи историческим сооружением, в котором работали известные деятели культуры, клубное заведение внесено в Перечень культурного наследия Киева, по виду история, в Свод памятников истории и культуры Украины, в Государственный реестр недвижимых памятников Украины, как памятник архитектуры местного значения.

## История
В 1967 при Доме культуры был организован музей революционной, боевой и трудовой славы завода «Арсенал».
В Центре творчества проводятся фестивали театрального и хорового искусства, выступления любительских коллективов, создаются условия для всестороннего духовного и творческого развития всех слоев населения.

## Творческие коллективы центра «Печерск»
В Центре работают около 30 клубных направлений по различным видам искусства. Семь коллективов носят почётное звание «Народный любительский коллектив». Среди посетителей — дети, молодёжь, людей старшего возраста.

### «Арсенал», клуб авторской песни
В стенах «Арсенала» любители авторской песни появились после того, как был закрыт в 1976 году первый киевский клуба самодеятельной песни «Гитара». Под общим руководством отдела пропаганды горкома комсомола, который возглавлял лауреат Грушинского и других фестивалей Вячеслав Мухин, клуб получил «прописку» на ул. Московской, 3. Курирование клубом возлагалось на горком комсомола и Союз композиторов.
Первыми членами стали многие из основателей «Гитары». Концерты проходили еженедельно в большом зале. Среди выступлений были как авторские, так и сборные, тематические. Поворотной стал визит на встречу книголюбов в ДК Петра Вегина и Юнна Мориц. Благодаря протекции Юнны Мориц и помощи секретаря горкома ЛКСМУ Цибуха состоялись первые официальные концерты московских бардов Татьяны и Сергея Никитиных. Далее были выступления Дмитрия Сухарева, артистов ансамбля Покровского.
В состав авторов и исполнителей клуба входили Дмитрий Кимельфельд, Владимир Каденко, Илья Ченцов, Анатолий Лемыш, Аркадий Голубицкий, Семён Кац, Владимир Кузнецов, Владимир Семёнов, Александр Юрко, Валерий Пестушко, Андрей Компаниец, Елена Рябинская, Татьяна Шишкина, Ирина Карпинос, Каролина Кузьмич, Игорь Жук, Александр Король, Довлет Келов, Лилия Исмагилова, Василий Соколинский, Владимир Новиков, Сергей Костяной, Владимир Харченко, Владимир Оселедчик, группа из мединститута во главе с Виталием Фалетеровым, Татьяна Дрыгина, Владимир Степашко, Олег Слепцов, Борис Косолапов, квартет «Шляпы» (Александр Цекало и Дмитрий Тупчий с жёнами) и другие. Председателем клуба был Владимир Кузнецов.

### «Арсенал», Народный театр
Первое воспоминание о театре датируется 1900 годом. Летопись ведётся с даты основания дворца культуры. С его подмостков получили путёвку на большую сцену звёзды театра и кино, среди которых Борислав Брондуков, Мария Литвиненко-Вольгемут, Константин Лаптев, Ирина Масленникова, Л. Юровская и другие. Долгое время шефствовала над театром Наталья Ужвий.
Во время военной эвакуации завода (а с ним и театра) в город Воткинск, там была поставлена опера «Запорожец за Дунаем». Показывали её прямо под открытым небом, а клавир восстанавливали по памяти.
В настоящее время коллектив является регулярным участником фестиваля «Киевская театральная весна», в котором занимает высокие позиции, отмечается членами жюри.
По итогам 2017 года театр стал первым лауреатом ежегодной премии в области театрального искусства «Киевская пектораль» в категории «Лучший народный театр».
Художественный руководитель и режиссёр — Михаил Юрьевич Бондаренко.

### «Дарничанка», Заслуженный народный ансамбль песни и танца Украины
Коллектив был организован в 1962 году. На высоком профессиональном уровне ансамбль пропагандирует лучшие образцы народно-художественного наследия различных регионов Украины и достижения современного искусства, сценическими средствами наглядно демонстрирует самобытность и характерные особенности украинского мелоса и хореографии.
Коллектив гастролирует по Украине, выезжает в страны бывшего Союза, за рубеж (Австрия, Болгария, Венгрия, Германия, Испания, Италия, Польша, Румыния, Словакия, Финляндия, Франция, Чехия).
По заказу телекомпании Украины об ансамбле сняты музыкальные фильмы «Ехал казак» и «Поёт „Дарничанка“».
Художественный руководитель и дирижёр ансамбля — заслуженный работник культуры Украины, профессор Киевского национального университета культуры и искусств Петро Андрийчук.

В Украине есть немало ансамблей, которые представляют народный мелос, но «Дарничанка» занимает особое место в их когорте. Тот, кто хоть раз побывал на концерте, не останется равнодушным к высокому исполнительскому мастерству, безупречному подбору голосов и великолепному разнообразию репертуара. В вашем воображении откликнется воспоминанием родное село, блеснёт слезой судьба тяжёлого прошлого и гордость за героическое мужество наших славных победителей.— Василий СКУРАТОВСКИЙ, писатель, народовед, фольклорист

### Другие коллективы

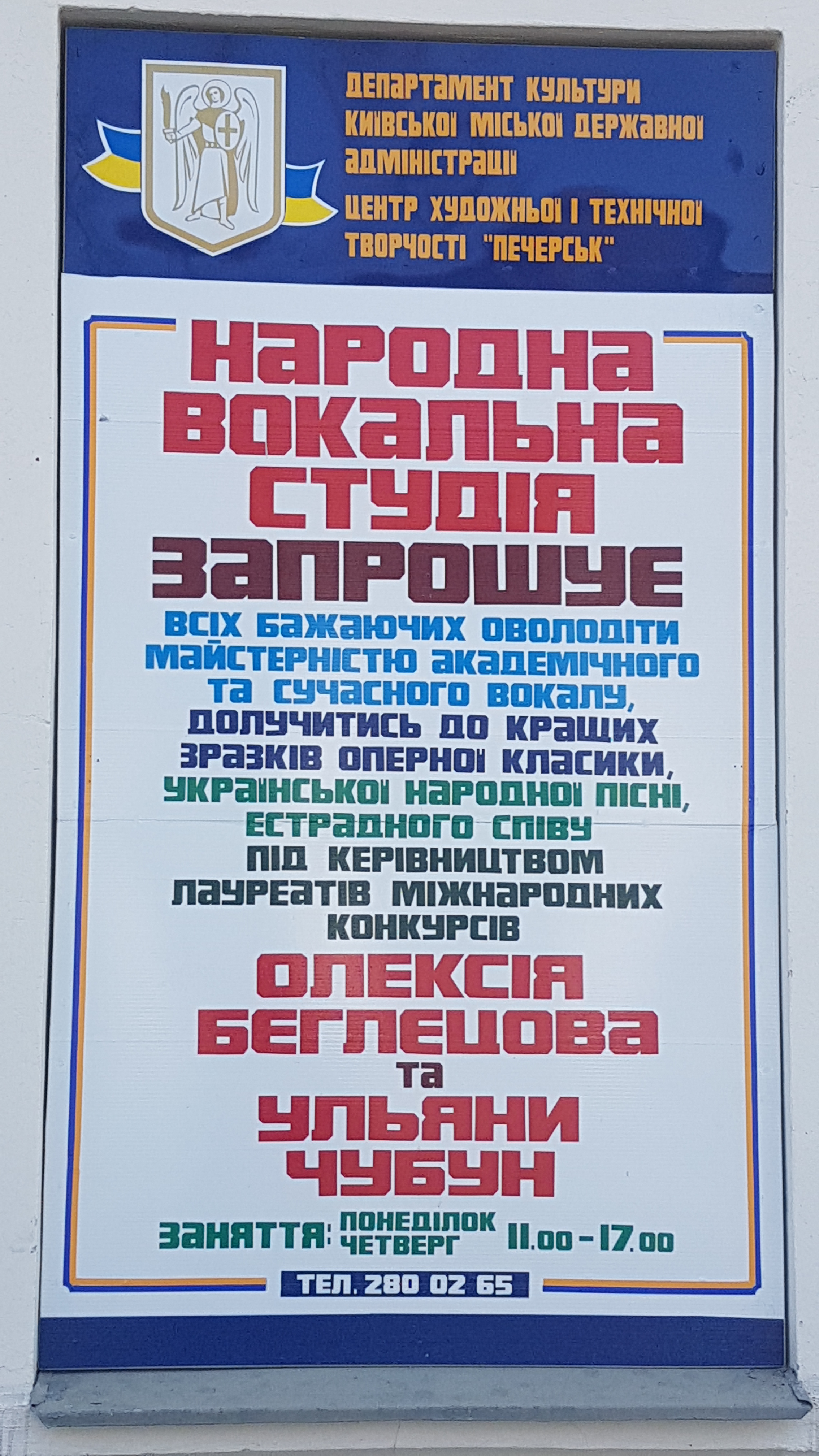
Пример оформления афиш ЦХТТ «Печерск»

Авиамодельный кружок
Вокальная студия
«Джерельце», кружки рисования и прикладного искусства в клубном объединении
«Журавка», вокальный ансамбль украинской песни
«Капитошки», хореографический кружок
Кружок радиоуправляемых моделей
«Магик», детская театральная студия
«Персия», школа восточного танца
«Фаргенигн», вокальный ансамбль еврейской песни
«Фронтовичка», Хоровой коллектив
«Юность Киева», цирковая студия

## Известные люди, связанные с «Печерском»
Столетняя история клубного заведения неразрывно связана с именами выдающихся деятелей культуры Украины, которые в разные годы руководили художественными коллективами, оказывали шефскую помощь, выходили на клубную сцену вместе с самодеятельными актерами. Среди них Народные артисты СССР Амвросий Бучма, Мария Литвиненко-Вольгемут, Наталья Ужвий, Гнат Юра; Народные артист УССР Полина Нятко, Александр Загребельный, Ирина Молостова, Игорь Шамо, Яков Цигляр, Павел Муравский.
Из художественной самодеятельности заведения вышли Народная артистка РСФСР Ирина Масленникова, Народный артист СССР Константин Лаптев, Народные артисты УССР Евгения Петрова, Борислав Брондуков. Более 2000 участников самодеятельных коллективов стали профессиональными актёрами, певцами, музыкантами, артистами цирка.

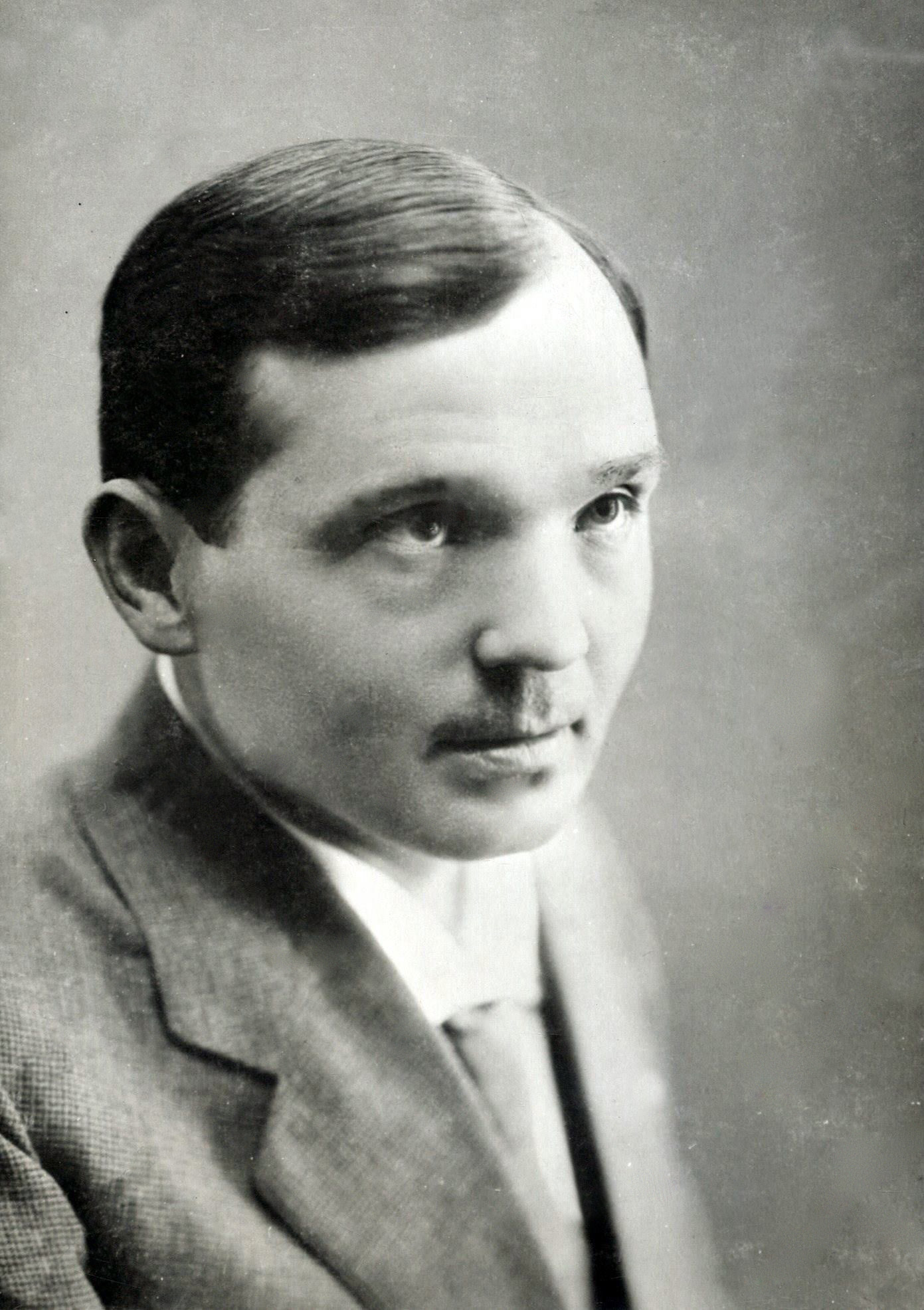
Гнат Юра
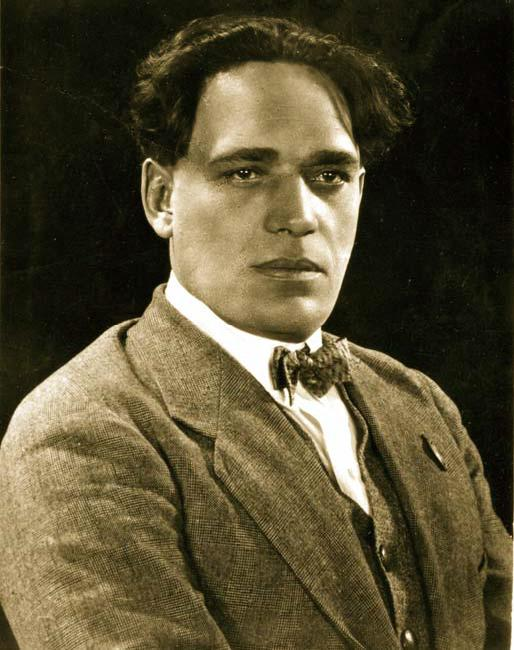
Амвросий Бучма
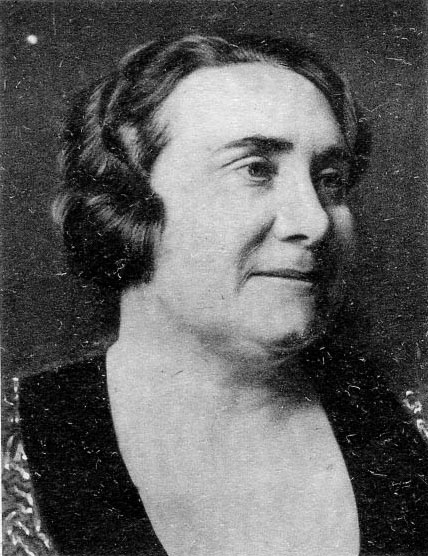
Мария Литвиненко-Вольгемут
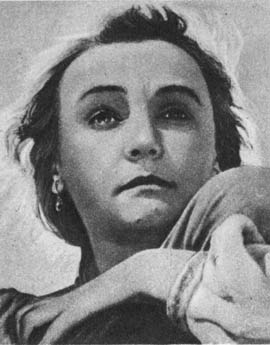
Наталья Ужвий
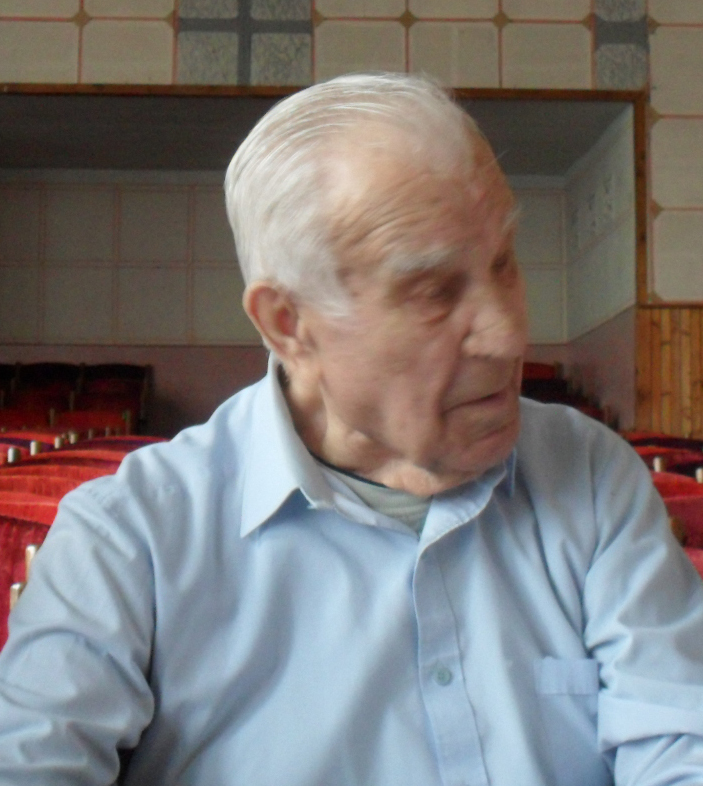
Павел Муравский